# Mehmetbey, Göksun
Mehmetbey là một xã thuộc huyện Göksun, tỉnh Kahramanmaraş, Thổ Nhĩ Kỳ. Dân số thời điểm năm 2010 là 155 người.